# Glapthorn
Glapthorn est une paroisse civile et un village du Northamptonshire, en Angleterre.